# Salvador Torrell i Eulàlia
Salvador Torrell i Eulàlia (Reus, Baix Camp, 20 de juliol de 1900 - Barcelona, 24 d'octubre de 1990) va ser un llibreter i editor català conegut també com a Torrell de Reus. En la postguerra va ser un dels primers a reprendre les edicions de llibres en català amb el nom d'Editorial Torrell de Reus.

## Biografia
Fill de Salvador Torrell i Solé forner natural de Mont-ral i de Maria de les Neus Eulàlia Bonaventura. Amb 16 anys era secretari de l'Ateneu Obrer de Reus, i va fundar, amb altra gent, l'«Agrupació Horaci», que segons Josep Iglésies va realitzar un homenatge al poeta modernista Màrius Ferré, d'«ànima revolucionària». A l'Agrupació hi havia també els pintors Josep Maria Constantí Zamora i Díaz Acuña, el poeta Josep Maria Prous i Vila, J. Duran Juncosa, Rodolf Arnau i d'altres joves de la mateixa edat, que després col·laborarien amb Torrell en diverses accions i publicacions. Ampliada amb altres persones, Torrell, en nom de l'Agrupació va iniciar al Centre de Lectura un cursos per l'ensenyament de la llengua catalana l'any 1918.
Torrell va col·laborar a diverses revistes satíriques reusenques, que es van publicar entre l'any 1917 i el 1924: Migranya, Paricu, La Porra, La Vixeta i Les Pessigolles. Els seus escrits tenien un to mordaç i sobretot catalanista. Josep Iglésies diu que el caràcter desvergonyit d'algunes d'aquestes publicacions van crear un gran esvalot a la ciutat.
L'any 1917 va ser un dels col·laboradors actius del setmanari Catalunya Nació, portaveu de la Joventut Nacionalista Republicana, la branca juvenil de Foment. El 1918, va publicar la revista avantguardista La Columna de Foc, títol tret d'un poema de Gabriel Alomar, junt amb Prous i Vila, a l'estil d'Un enemic del Poble de Salvat-Papasseit, de qui era amic. Hi col·laboraven: Jaume Aiguader Miró, Gabriel Alomar, J. Duran Juncosa, Josep Maria de Sucre, Àngel Samblancat, Joan Salvat-Papasseit, Pellicer i Eugeni d'Ors entre d'altres. El 1919 i 1920 va col·laborar activament a la publicació dels noucentistes reusencs Llaç: revista, molt més pacífica que l'anterior. El 1922 va publicar Boira: fulla de pantarragonisme, revista literària amb Josep M. Prous i Vila, Ramon Blasi i Rabassa i Joan Ferraté Gili com a col·laboradors, una revista que duia versos de poetes locals i de la que només en va sortir un número. I el 1923, també amb Prous i Vila, Reus 1973, on imaginava paròdicament la ciutat al cap de cinquanta anys. El 1928 va voler treure al carrer la revista satírica El Xerrameca, que s'havia d'imprimir a la Impremta de Marian Roca. Tot i haver anunciat la seva sortida pel 9 de febrer, no va arribar al carrer.
L'any 1922 va obrir un comerç d'espardenyes al carrer de Sant Llorenç. En aquest establiment, hi venia llibres catalans il·legalment, ja que no disposava de llicència. Aviat l'espardenyeria va començar a vendre llibres a la rebotiga, ja que no tenia permís per fer-ho. Es va convertir en un lloc de tertúlia i els assistents comentaven que s'hi havia de posar un rètol que avisés que allà es venien coses pel cap i pels peus, i que es podria dir «Cap i Peus».
L'any 1924 va tancar el comerç i va obrir una llibreria al Raval Baix de Jesús, amb el nom de «Llibreria Nacional i Estrangera». Hi havia un petit espai per a exposicions i s'hi celebraven tertúlies i lectures literàries. El 1925 van fer lectures a la llibreria: Melcior Font, Josep Maria Prous i Vila, Josep Maria de Segarra i Ventura Gassol. A l'any següent hi van fer cap Salvador Espriu, Joan Arús i C. A. Jordana. El 1926, durant la dictadura de Primo de Rivera, va ser multat pel governador civil per les sessions de lectura de poesia que se celebraven al seu local sense permís, i que servien, segons sospitaven, per encobrir reunions catalanistes.
L'any 1929 es va traslladar al Raval de Santa Anna núm. 20, a un local més gran, mantenint el mateix nom.
Cap al final de la Dictadura de Primo de Rivera va ser desterrat de Catalunya per un curt temps, al retornar al Governador Civil una invitació a un acte escrita en castellà, al·legant ignorància d'aquella llengua.
La llibreria va ser un espai important per a la ciutat durant tota l'època republicana. Des de l'any 1933 fins al 1936 a la sala d'exposicions hi van exposar diversos artistes coneguts: Rafel Benet, Ramon de Capmany, Pere Créixams, Francesc Domingo, Manuel Humbert, Rafael Llimona, Alfred Sisquella, Josep Serra, Josep Togores, Josep Mompou, Tomàs Bergadà, M. Smilovich, Ceferí Olivé, Pere Calderó, Josep Maria Constantí Zamora, Josep Ferré Revascall. A la seva botiga s'hi reunia una tertúlia, formada per intel·lectuals reusencs, com ara Salvador Vilaseca, Jaume Roig, Isidor Forniés, Antoni Correig, Jaume Sabater, Pere Barrufet, Ricard Ferraté, Pere Totosaus, Josep Recasens i Mercadé, i Antoni Martí Bages.
En aquells anys va començar a editar llibres, sembla que assessorat per Ricard Ferraté en la tria d'autors. Va publicar obres de Josep Iglésies, Joaquim Santasusagna, Josep Recasens i Mercadé, Sebastià Torroja, Salvador Vilaseca, C. A. Jordana, Ramon Pallejà, Antoni Correig, Josep Cornudella i una traducció de Climats, d'André Maurois, que va ser present a la Llibreria quan l'edició del llibre.
Durant la guerra civil, Torrell va militar a la Unió Socialista de Catalunya. Amb la seva actuació a Reus va protegir les vides de religiosos i d'altres persones en perill, i va resoldre problemes dels seus amics catalanistes que s'havien significat d'alguna manera per la seva ideologia dretana. Una de les persones a les que va ajudar va se el sacerdot Josep Maria Castellà Roger, a qui, quan estava amagat, uns malfactors volien denunciar. La seva primera esposa Maria Cinta Cucarull Gavaldà va morir l'any 1938, i el 1939 va contraure matrimoni per l'església amb Mercè Benavent i de Barberà, germana del poeta Pere Benavent.
En entrar les forces franquistes a Reus, li van confiscar la llibreria, van saquejar i subhastar tots els seus béns i Salvador Torrell va ser detingut, torturat i condemnat a trenta anys de presidi per «auxilio a la rebelión». Va sofrir dos anys i mig de presó al Castell de Pilats de Tarragona, i al sortir li van prohibir de residir a Reus. Es va domiciliar a Barcelona convertit en Torrell de Reus i amb l'Editorial Arca com a empresa, i convertit també al catolicisme militant passant pel franciscanisme teòric. Va ser un dels iniciadors de la represa de les edicions catalanes, sobretot de poesia i temàtica religiosa. El 1951 va ser detingut i portat a la presó Model de Barcelona un temps per la publicació de la revista catalanista Ressò, que dirigia Mossèn Muntanyola.
L'any 1979 un grup d'amics van publicar Torrell de Reus, Salvador Torrell i Eulàlia: miscel·lània, coordinada pel seu amic Josep Iglésies, com a homenatge a la seva trajectòria, que inclou una biografia.
Torrell va editar en la postguerra gran quantitat de goigs, i en va fer diverses exposicions. En posseïa també una molt completa col·lecció, que en l'actualitat es troba dipositada a la Biblioteca Central Xavier Amorós de Reus.
Va morir el 24 d'octubre de l'any 1990 i va ser enterrat al cementiri de Sant Genís dels Agudells. L'any 2023 les seves despulles van ser traslladades al panteó dels Fills Il·lustres del Cementiri General de Reus.

## Obra
- El fruit d'una passió. Reus: Tipografia La Fleca, 1918 Amb un pròleg de Josep Aladern[1]
- Cercant la pau del cor. Reus: Impremta La Fleca, 1919. Amb pròleg de Ventura Gassol
- Fritz i Emma. Reus: Impremta Catalònia, 1922
- Buirac: poemes. Reus: Impremta de Pau Cases i Grau, 1923
- Goigs de Reus. Reus: Associació d'Estudis Reusencs, 1974. ISBN 8460063925
- «La cultura i les tradicions vilatanes». A: Llibre de Prades: dades geogràfico-humanes de la Vila de Prades d'Ignasi Planas de Martí. Prades: l'Ajuntament, 1982

### Obres editades
- Antoni Correig. Els camins de cada hora: poesies Reus: Llibreria Nacional i Estrangera, 1929[13]
- Josep Iglésies. Delimitació del Camp de Tarragona Reus: Llibreria Nacional i Estrangera, 1930
- André Maurois. Climes: novel·la Reus: Llibreria Nacional i Estrangera, 1931
- Josep Recasens. Què és socialisme? Reus: Llibreria Nacional i Estrangera, 1931
- Josep Iglésies. La terra d'en Gallarí: narracions i paisatges de la muntanya tarragonina Reus: Llibreria Nacional i Estrangera, 1932
- Joaquim Santasusagna. Present i futur del catalanisme: Reus: Llibreria Nacional i Estrangera, 1932 -
- Vior. Fira espiritual. Reus: Llibreria Nacional i Estrangera, 1933
- Generalitat de Catalunya. Llei de contractes de conreu. Reus: Llibreria Nacional i Estrangera, 1934
- Josep Cornudella. Vides tèrboles. Reus: Llibreria Nacional i Estrangera, 1934
- Ramon Pallejà. Crònica de Reus Reus: Llibreria Nacional i Estrangera, 1935
- Josep Iglésies. Scala - Dei: aiguaforts de la vida monacal Reus: Llibreria Nacional i Estrangera, 1935
- Joaquim Santasusagna. Les serres encantades. Reus: Llibreria Nacional i Estrangera, 1936
- Salvador Vilaseca Anguera. La indústria del sílex a Catalunya. Reus: Llibreria Nacional i Estrangera, 1936
- Al cor de la muntanya: novel·la. Reus: Llibreria Nacional i Estrangera, 1937
- Sebastià Torroja. Collita migrada: prosa i vers. Reus: Llibreria Nacional i Estrangera, 1937
- Mn.A. Ferrer i Pino. Esclats: poesies. Barcelona: Torrell de Reus, 1946
- Josep Iglésies. L'esment diví: contes i llegendes. Barcelona: Torrell de Reus, 1947
- Antoni Correig. L'arma i l'estel. Barcelona: Torrell de Reus, 1948
- Camil Geis. Fulles d'heura. Barcelona: Torrell de Reus, 1948
- Antologia Lírica de Barcelona. Barcelona: Arca, 1950. Recopilació de Torrell de Reus
- Antologia Lírica de Poblet. Barcelona: Arca, 1950. Recopilació de Torrell de Reus
- Antologia Eucarística. Barcelona: Torrell de Reus, 1952. Recopilació de Torrell de Reus
- Les nostres devocions. Barcelona: Torrell de Reus, 1955 - 1970. 2 volums. Recopilació de Torrell de Reus
- Antologia Lírica de Santes Creus. Santes Creus : Fundació d'Història i Art Roger de Belfort, 1982. Recopilació de Torrell de Reus[1]

## Distincions
- Medalla d'or del Gremi d'Editors i Llibreters de Barcelona (1966), com a reconeixement de Torrell "Al servei del llibre" durant 50 ans[10]
- Creu de Sant Jordi (1985)[14]
- Pregó de la Festa Major de Reus (1986)[15]